# Баталин, Фёдор Александрович
Фёдор Александрович Баталин (16 [28] октября 1823, Калужская губерния — 7 [19] февраля 1895, Петербург) — тайный советник, редактор «Земледельческой Газеты», автор литературы по сельскому хозяйству, преподаватель.

## Биография
Родился в дворянской семье. После обучения в Калужской гимназии поступил в студенты Московского Университета, на второе физико-математическое отделение философского факультета. Здесь он окончил курс кандидатом в 1844 году и вернулся в Калугу. С конца 1847 года по конец 1859 года был одним из деятельных сотрудников «Отечественных записок» (отделы научной критики, научных обозрений и библиографии).
С 1850 года началась его десятилетняя педагогическая служба в Москве: с 1850 по 1858 год он состоял преподавателем географии и статистики в 3-й Московской гимназии, а потом два года — учителем Московской земледельческой школы. В 1856 году участвовал в Комиссии межевого ведомства по изучению района Кавказских Минеральных Вод. Ф. А. Баталин систематизировал исследования, тщательно подготовил и издал замечательный труд «Пятигорский край и Кавказские Минеральные Воды» в двух томах с приложением альбома планов и видов.
С 1860 года Баталин покинул и Москву, и педагогическое поприще. Перейдя на службу в Министерство государственных имуществ Российской империи, он уехал в Петербург, где был назначен редактором «Журнала Министерства Государственных Имуществ» (с 1864 года — «Сельское хозяйство и лесоводство»). В 1865 году Баталин стал ещё и редактором «Земледельческой газеты», издававшейся тем же министерством.
В 1870 году был назначен членом учёного комитета министерства, а в 1888 году — состоящим при министре с оставлением во всех прочих должностей и с производством в тайные советники.
В 1875—1878 годах ежегодно издавал «Справочную книжку для сельских хозяев», а с 1879 года — «Календарь и справочную книжку русского сельского хозяина».
Похоронен на Новодевичьем кладбище в Петербурге.

## Труды
- «Пятигорский край и Кавказские минеральные воды» (2 т., СПб., 1861) — за этот труд Баталин был удостоен Демидовской премии Академии наук[5].
- «Разведение кормовой кукурузы и силосование зелёных кормов» (СПб., 1881).

Под его редакцией переведены с немецкого:
- «Животноводство» проф. Зеттегаста (СПб., 1870);
- брошюры Гоффара (СПб., 1879);
- работа Лекуте о силосовании кормовых трав (СПб., 1876).

## Память
- В честь Баталина назван открытый им в 1856 году источник (находится на левом берегу речки Джемухи восточнее посёлка Иноземцево недалеко от Железноводска)[6]. Воду из этого источника называют «Баталинской».
- В честь Баталина названа Баталинская улица в городе Ессентуки и в посёлке Иноземцево.